# 矮接骨木

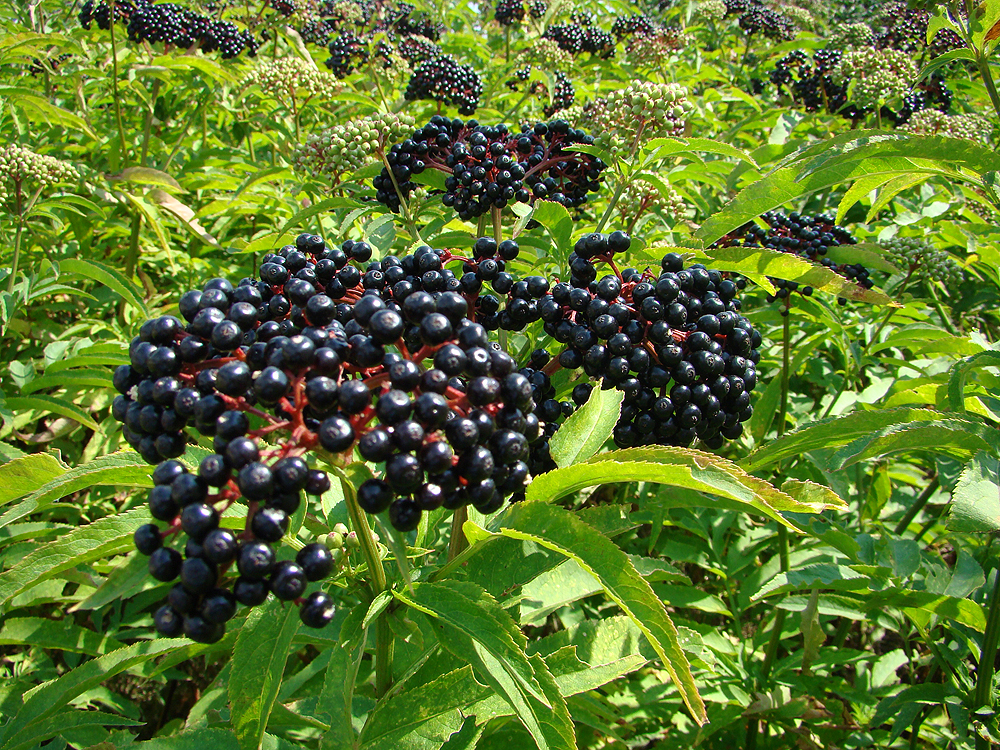
矮接骨木漿果

矮接骨木（學名：Sambucus ebulus），亦稱丹毒草、矮接骨木莓、血接骨木等，為忍冬科接骨木屬的多年生草本植物，原生於南歐、中歐及西南亞地區。該物種在英國大部分地區被視為歸化古歸化種，據報導亦在北美部分地區（紐約州、新澤西州及魁北克省）歸化。

## 形態特徵
矮接骨木株高1-2米，具直立且通常不分枝的莖幹，由地下根莖大量叢生。葉對生，羽狀複葉，長15-30公分，具5-9枚小葉，揉碎後散發異味。莖頂著生直徑10-15公分的繖房花序，密佈白色（偶現粉紅色）兩性花。果實為直徑5-6毫米的亮黑色漿果，成熟時滲出紫色汁液。
英文俗名「Danewort」源於傳說此植物只生長在丹麥人參與的戰場遺址。別稱「walewort」意為「外來者之草」。其莖葉在秋季轉紅的特性可能與「血接骨木」之名相關，而「Dane」亦可能與古英語中腹瀉之意有關聯。

## 毒性
全株有毒，尤以種子毒性最強。與其他接骨木屬植物相同，其果實經烹煮可去除毒性。

## 用途
矮接骨木自古即為著名藥用植物，因具廣泛療效，至今仍見於世界各地民俗醫學中。除營養價值外，其含有的類黃酮與凝集素等植物化學物質是主要藥效成分，傳統用於治療關節疼痛、感冒、創傷及感染等病症。

## 外部連結
維基物種上的相關：矮接骨木
- 葛莉芙《現代草藥學》（1931）

Sambucus ebulus，CalPhotos Photo Database，University of California, Berkeley